# Tmarus vachoni
Tmarus vachoni är en spindelart som beskrevs av Jacques Millot 1942. Tmarus vachoni ingår i släktet Tmarus och familjen krabbspindlar.
Artens utbredningsområde är Elfenbenskusten. Inga underarter finns listade i Catalogue of Life.